# Tugimaantee 47
De Tugimaantee 47 is een secundaire weg in Estland. De weg loopt van Sangla naar Rõngu en is 22,4 kilometer lang. 